# الخط الزمني للحوسبة الكمومية والاتصالات الكمومية

## ما قبل ثمانينات القرن العشرين

### 1960
- اخترع ستيفن يزنر الترميز المترافق.

### 1973
- نشر الكسندر هوليفو ورقة بحثية تبين أن بت كمومي - «ن» لا يمكن أن تحمل أكثر من كمية «ن» بتا من البتات الكلاسيكية من المعلومات، (نتيجة معروفة باسم «نظرية هوليفو» أو «بحدية هوليفو»).
- برهن تشارلز إتش بينيت عن امكانية القيام بحساب بشكل عكسي.

### 1975
- نشر يوبلافسكسي ورقة بحثية بعنوان: «تنشر نماذج دينامية حرارية لمعالجة  المعلومات» باللغة الروسية،[1] والتي أظهرت عدم جدوى محاكاة نظم الكم على أجهزة الكمبيوتر التقليدية، بسبب مبادئ التراكب الكمي.

### 1976
- نشر عالم الرياضيات البولندي رومان ستانيسلو انغاردن، ورقة بحثية بعنوان: «نظرية معلومات الكم» في دورية «تقارير عن الفيزياء الرياضية»، المجلد 10، 43-72، 1976م. وهي ورقة عمل قدمت في عامَ 1975م. وهي واحدة من المحاولات الأولى في خلق نظرية معلومات الكمية، والتي تبين عدم جدوى تعميم نظرية شانون المعلوماتية على حالات الكم وبنفس الوقت، يمكن بناء نظرية داخل الشكلية المعممة لميكانيكا الكم في النظم المفتوحة.

## ثمانينات القرن العشرين

### 1980
- وصف بول بينيوف نماذج من أجهزة الكمبيوتر[2] الكم الميكانيكية الهاميلتونية.
- اقترح يوري مانين فكرة الحوسبة الكمومية[3]

### 1981
- لاحظ ريتشارد فاينمان أنه يبدو من المستحيل بشكل عام محاكاة تطور نظم الكم على الكمبيوترات الكلاسيكية بطريقة فعالة. كما اقترح نموذجا أساسيا لفكرة كمبيوتر الكم، من شأنها أن تكون قادرة على مثل هذه المحاكاة.[4]
- قدم بول بينيوف محاضرة في مؤتمر «الفيزياء الحسابية»، الذي عقد في معهد ماساتشوستس للتكنولوجيا في مايو 1981 بعنوان «نماذج ميكانيكا الكم الهاميلتونية للعمليات المنفصلة لمحو تاريخهما: تطبيق آلة تورنج».
- عرض توماسو توفولي بوابة توفولي العكسية جنبا إلى جنب مع لا و بوابة الاختيار الحصري والتي توفر مجموعة شاملة للحسابات الكلاسيكية.

### 1982
- اقترح بول بينيوف أول تعريف للإطار نظري لجهاز كمبيوتر كمي.[5]
- أثبت كل من وليام ووترز وجسيش زوريك[6] وبشكل مستقل دينس دييكس[7] لأول نظرية استنساخ يمكن اثباتها.

### 1984
- وظف كل من تشارلز بينيت وجيل براسارد مكورات ترميز يزنر في توزيع مفاتيح التشفير.

### 1985
- قدم ديفيد دويتش في جامعة أكسفورد أول وصف شامل للكمبيوتر الكمي.

### 1989
- اقترح ربيكاس تشاكرابارتي ومعاونيه من معهد ساها للفيزياء النووية في كولكاتا، فكرة أنه يمكن للتقلبات الكمومية أن يشير إلى فعالية محاكاة الصلب الكمي بشكل أفضل من محاكاة التلدين الكلاسيكية.

## تسعينات القرن العشرين

### 1991
- اخترع آرتور ايكرت نظام الاتصال الآمن للتشابك الكمي.

### 1993
- اخترع دان سيمون طريقة خوارزمية تسرع عمليات الحاسوب الكمي بشكل فائق مقارنة بالحاسوب التقليدي.

### 1994
- اكتشف بيتر شوهر خوارزمية مهمة، تمكن الحاسوب الكمي من ايجاد عوامل لعدد بشكل سريع، فكانت حلا لمسألتي تحليل عدد صحيح إلى عوامل والشفرات المحفوظة في سجل سري.
- أول ورشة تدريب أقيمت من قبل حكومة الولايات المتحدة حول الحوسبة الكمومية.
- تم عرض اقتراح يتيح إجراء اختبارات  بوابة عكسية بواسطة الأيونات المحاصرة.

### 1995
- أقامت وزارة الدفاع الأميركية أول ورشة حول الحوسبة الكمومية في جامعة أريزونا.
- تم اقتراح أول مخطط لتصحيح الأخطاء الكمومية.
- تجربة وملاحظة أول بوابة منطقية كمومية.[8]

### 1996
- اختراع الخوارزمية الكمومية للبحث في قواعد البيانات.
- طلب العروض من قبل هيئات الجيش والأمن الأميريكي لمقدمي الأبحاث حول معالجة المعلومات الكمومية.
- قدم ديفيزنسو قائمة لأدنى المتطلبات لإنشاء حاسوب كمومي.[9]

### 1997
- نشر أول بحث حول البوابات الكمومية التي تعتمد على الرنين المنبثق عن الرنين الذري المغنطيسي.
- وصف كيتاييف المبادئ الطبوغرافية للحوسبة الكمومية.
- اقتراح الحاسوب الكمي الذي يستخدم البت الكمومي.[10]

### 1998
- تجربة أول خوارزمية كمومية.
- أول جهاز حاسوب كمومي يعمل بواسطة ثلاث بتات كمومية.
- اقتراح أول حاسوب كمومي يعمل اللف الذري معتمدا على السيليكون.[11]
- أول تطبيق لخوارزمية غروفر.
- إثبات أن التلدين الكمومي هو أكثر فعالية من التمدين التقليدي.
- برهنة إمكانية محاكاة الحوسبة الكمومية بأجهزة تقليدية.[12]

### 1999
- إظهار عدم وجود حالات مختلطة كمومية في أي رنين مغناطيسي نووي، وأنه من الضروري وجود تشابك للجالة الكمومية المطلقة من أجل تسريح أي حسابات كمومية.
- شرح وتثبيت بشكل عملي المبادئ الأساسية للتعدين الكمومي.[بحاجة لمصدر]

## العقد الأول من القرن الواحد والعشرون

### 2000
- برهنة نظرية عدم الحذف الكمومي، والتي أشارت إلى إمكانية حذف نسخة من بت كمومي مجهول.
- عرض أول حاسوب ذي خمس بتات كمومية.
- تنفيذ أول بحث تراتبي.
- أول حاسوب يعمل على سبع بتات كمومية.

### 2001
- أول تنفيذ لخوارزمية شور. تم ايجاد معامل الرقم 15 باستخدام (10)18 جزيئة متماثلة ولكل منها سبع محاور ذرية.
- برهنة ضرورة وجود تشابك لعمل مجموعة كبيرة من البروتوكولات الكمومية.[13]
- إظهار إمكانية القيام بالعمليات الحسابية الضوئية باعتماد مصدر فوتوني واحد، عناصر ضوئية خطية ومستكشفات فوتونية منفردة، والذي أدى إلى بزوغ مجال الحوسبة الكمومية الضوئية.
- اقتراح الحوسبة الكمومية باعتماد القياسات.[14]

### 2002
- الاتفاق على خريطة طريق الحوسبة الكمومية.
- إنشاء معهد الحوسبة الكمومية في جامعة واترلو الكندية.[15]

### 2003
- عرض بوبات منطقية عكسية تعمل بواسطة عناصر ضوئية خطية.[16][17]
- تشغيل شبكة داربا الكمومية في 23 أكتوبر 2003م.

### 2004
- تشغيل أول حاسوب كمومي يعمل بواسطة الرنين المغناطيسي الذري.
- استعراض أول تشابك بواسطة خمسة فوتونات، وهو الرقم الأدنى المطلوب لتدقيق الأخطاء.[18]

### 2005
- إظهار إمكانية القيام بالتشابك المتعدد الخصائص، ما فتح المجال لاستخدام بتات كمومية متعددة في الجسيم الواحد.
- حساب قياس سعة تقاطع جوزيفسن، ما فتح المجال لقياس حالة الكمومة دون إحداث اضطرابات في حالتها.[19]
- أعلن في ديسمبر/كانون أول 2005م، أول بايت كمومية.
- نجح الباحثون في تحويل المعلومات الموميج بين «الذاكرات الكمومية»، أي من الذرات إلى الفوتونات وبالعكس مرة أخرى.

### 2006
- تم احتباس بت كمومي في فوليرين، وتم أظهار طريقة «بانغ بانغ» تصحيح الخطأ.ل[20]

- تم استخدام تأثير زينو، مرارا وتكرارا في قياس خصائص الفوتون والتي تؤدي إلى تغيير تدريجي دون أن تسمح للفوتون بالوصول إلى برنامج البحث في قاعدة البيانات دون تشغيل الكمبيوتر الكمي.[21]
- إثبات إمكانية استعمال فوتونات ضوء الليزر لإحداث تشابك ميكانيكي كمي بواسطة الاهتزازات مرآة عيانية.[22]
- أول تجرية لظاهرة الاستنساخ الكمومي عن بعد.[23]

- إنتاج والتعامل بكفاءة عالية مع الفوتونات في درجة حرارة الغرفة.[24]

- وضع نظرية جديدة لحساب الخطأ بواسطة تقاطع جوزيفسون.[25]

- أول حاسوب يعمل بإثني عشر بت كمومي.[26]

- تطوير فخ تشابك ذو بعدين أيونين اثنين لتطوير الحوسبة الكمومية.[27]

- وضع سبع ذرات في خط ثابت، كخطوة تهدف بناءَ البوابة الكمومية.[28]

- إنشاء جهاز يستطيع التلاعب بحالة دوران الـ«أعلى» أو الـ«أسفل» للالكترونات في النقاط الكمومية.[29]

- جامعة أركنساس تتطور نقطة الجزيئات الكمومية.[30]

- وضع نظرية غزل الجسيمات جديدة، ما يجعل العلم أقرب إلى الحوسبة الكمومية.[31]

- طورت جامعة كوبنهاغن الانتقال الكمومي بين الفوتونات والذرات.[32]

- طور علماء جامعة كاميرينو نظرية التشابك المياني العياني، التي لها انعكاسات على تنمية من المعيدين الكموميين.[33]

- طرح فكرة أنه يستحيل الحفاظ على التماسك الكمومي في مادة مختلطة النظم.[34]

- توضيح إمكانية القراءة العرضية للبيانات على السليكون والفوسفور في الكمبيوتر الكمومي.[35]

### 2007
- تطوير دليل الموجات التحتية للنور.[36]

- تطوير مشع الفوتون المنفرد للألياف الضوئية.[37]

- إنشاء حاسوب كمي يعمل بستة فوتونات أحادية الإتجاه.[38]

- اقتراح مواد أولية جديدة لعمل الحواسب الكمومية.[39]

- إنشاء خادم حاسوبي يعمل بفوتونة واحدة.[40]

- أول استخدام لخوارزمية دويتش بحاسوب كمومي عنقودي.[41]

- تطوير مضخة الكترونات كمومية.[42]

- تطوير منهاج متطور لاقتران البت الكمومي.[43]

- نجاح تجربة اقتران بتات كمومية يمكن التحكم بها.[44]

- اختراق في عملية تطبيق الكترونيات اللف على السيليكون.[45]

- نجاح تجربة التبادل بين الضوء والمادة.[46]

- تطوير التسجيل الكمومي على الألماس.[بحاجة لمصدر]
- ملاحظة بوابات منطقية عكسية متحكم بها في موصلات بتاتية كمومية.[بحاجة لمصدر]
- استطاع العلماء التحكم ودراسة المئات من الذرات في مصفوفة ثلاثية الأبعاد.[47]

- استعمال النيتروجين في بوكمينستر فوليرين الحاسوب الكمومي.[48]

- اقتران عدد من الالكترونات الكمومية.[49]

- قياس تفاعل المسار الدوار للإلكترونات.[50]

- تم التلاعب بالذرات الكمية لإشعاع اللايزر.[51]

- استعمال نبضات الضوء للتحكم بدوران الإلكترون.[52]

- تم عرض التأثيرات الكمومية لمسافات لا تتعدى العشرات من النانومترات.[53]

- استعمال نبضات الضوء لتسريع الكمومية من أجل تطوير الحوسبة الكمومية.[54]

- الكشف عن مخططات الذاكرة العشوائية الكمومية.[55]

- تطوير نماذج لترانزيزتورات كمومية.[56]

- عرض طرق للتشابك عن بعد.[57]

- استعمال الكمومية الفوتونية لحساب معاملات الأرقام.[58]

- تطوير مسارات إلكترونية كمومية.[59]

- تطوير مسالك كهربائية كمومية فائقة التوصيل.[60]

- عرض طرق بث نتات كمومية.[61]

- استحداث مواد بتات كمومية فائقة.[62]

- صنع ذاكرة بتات كمومية من إلكترون واحد.[63]

- تطوير ذاكرة مكثفة كمومية باعتماد مبدأ أينشتاين-بوز.[64]

- الإعلان عن حاسوب كمومي يعتمد تلدين من 28 بت كمومي، (لم يتم التحقق من صدقية المعلومات).[65]

- طرق تجميد جديدة تقلص من عدم الانسجام، وتزيد من مسافات التفاعل، وبالتالي تزيد من سرعة وفعالية الحاسوب الكمومي.[66]

- عرض حاسوب فوتوني.[67]

- اقتراح بت كمومي يعتمد على دوران نقطة كرافينية.[68]

### 2008
- بت كمومي يعتمد على دوران نقطة كرافينية.[69]

- حفظ بت كمومي.[70]

- شرح عملية تشابك بت كمومي ثلاثي الأبعاد.[71]

- استحداث الحوسبة الكمومية التناظرية.[72]

- التحكم بأنفاق الكمومية.
- تطوير الذاكرة المتشابكة.[73]

- تطوير بوابة عكسية فائقة.[74]

- تطوير الكيوترات.[75]

- البوابات المنطقية الكمومية في الألياف الضوئية.[76]

- إكتشاف مؤثرات هول الكمومية الفائقة.[77]

- ثبات وضعية الدوران في النقاط الكمومية.[78]

- اقتراح استعمال مغناطيس الجزئيات في صنع الذاكرة العشوائية الكمومية.[79]

- تقديم أشباه الجزيئيات أملا في تطوير حاسوب كمومي مستقر.[80]

- صور كمومية متشابكة.[81]

- تغيير الحالة الكمومية في الجزيئيات بشكل مقصود.[82]

- التحكم بموقع الإلكترون في دائرة سيليكونية.[83]

- استحداث دوائر إلكترونية فائقة التوصيل لضخ فوتونات ذات موجات ميكروية.[84]

- تطوير تحليل طيفي سعوي.[85]

- تطوير أساليب لفحص حاسوب كمومي فائق.[86]

- استحداث ممشط للموجات الضوئية.[87]

- دعم الدارونية الكمومية.[88]

- تطوير ذاكرة بتات كمومية هجينة.[89]

- حفظ بتات كمومية لمدة ثانية واحدة في نواة الذرة.[90]

- تسريع عملية تغيير دوران إلكترونات البت الكمومي وقراءتها.[91]

- إمكانية إيجاد حاسوب كمومي غير متشابك.[92]

- إنتاج رقاقة بت كمومي بحجم 128، (لم يتم التحقق من صحة المعلومات).[93]

### 2009
- تنقية الكربون 12 ليتماسك لفترة أطول.
- عمر البتات الكمومية يمتد إلى مئات الآلاف من الميلي ثانية.
- السيطرة الكمومية على الفوتونات.
- عرض تشابك الكم لأكثر من 240 ميكرومتر.
- تمديد عمر البت الكمومي لأكثر من ألف مرة.
- صنع أولى المعالجات الإلكترونية للكم.
- ستة الفوتون الرسم البياني الدولة التشابك تستخدم لمحاكاة كسور إحصاءات anyons الذين يعيشون في اصطناعية تدور نماذج شعرية.
- صنع ترانزستور من جزيئة واحدة.
- قراءة وكتابة بت كمومي واحد.
- نيست يوضح إجراء عدة عمليات حوسبية على البت الكمومي.
- مزيج من كل من العناصر الأساسية المطلوبة لأداء قابلة الحوسبة الكمومية من خلال استخدام المكدسة المخزنة في الدول الداخلية من المحاصرين الذرية أيونات مبين.
- أثبت باحثو جامعة بريستول خوارزمية شور على رقاقة السيليكون الضوئي.
- الحوسبة الكمومية بواسطة دوران الإلكترون.
- إثبات قابلة الجريان للكوبيت.
- عرض رشاش الفوتون.
- وضع خوارزمية كمومية لنظم المعادلة التفاضلية.
- كشف النقاب عن أول برمجة للكمبيوتر الكمومي.
- تحكم العلماء بحالة الإلكترونات باستعمال الكهرباء.
- تعاون جوجل مع آنظمة «دي ويف» لتطوير تقنية البحث عن الصور باستخدام الحوسبة الكمومية.
- طريقة مزامنة خصائص متعددة إلى جانب CJJ rf-الحبار الجريان المكدسة صغيرة مع انتشار الجهاز المعلمات بسبب تلفيق الاختلافات تجلى.

## العقد الثاني من القرن الواحد والعشرون

### 2010
- نجاح تجربة حبس الأيونات في فخ ضوئي.
- حاسوب بصري كمومي يحسب طاقة طيف الهيدروجين الجزيئي بدقة عالية، مستخدما ثلاثة بتات كمومية.
- استعمال ليزر الجرمانيوم، مما قرب العلماء لاعتماد «أجهزة الكمبيوتر الضوئي».
- تطوير كوبيت متقدمة من إلكترون واحد.
- تحديد حالة الكمومية في العيانية.
- تطوير طريقة جديدة للتبريد المتقدم للحواسيب الكمومية.
- تطوير مضمار احتباس الأيونات المتقدمة.
- تطوير 5/2 الكم هول السوائل المتقدمة.
- إثبات واجهة كمومية بين فوتون واحد وذرة واحدة.
- إثبات التشابك الكمومي.
- تطوير رقاقة من فُوتُونَيْن ضوئيين اثنين فقط.
- صنع محتسب على مستوى أيوني.
- نجاح تجربة التلاعب بالبت الكمومي بواسطة الكهرباء عوض المغناطيس.

### 2011
- تشابك في الحالة الصلبة.
- ظهور الفوتونات في التوصيل الكمومي للدوائر المتكاملة.
- هوائي كمومي.
- تدخل متعدد كمومي.
- تطبيق الحوسبة الكمومية بواسطة الرنين المغناطيسي.
- الكمومية القلمية.
- «سباق ثنائي» ذري.
- تسجيل 14 بت كمومي.
- طرحت شركة «دي-ويف» أول حاسوب كمومي تجاري.
- تصحيح الخطأ المتكرر للمعالج الكمومي.
- عرض ذاكرة حاسوب كمومي مصنوعة من الألماس.
- تطوير كيومودات متقدمة.
- قمع التعارض.
- تبسيط التحكم في العمليات.
- تشبيك الأيونات باستخدام الميكروويف.
- تحقيق معدلات التحكم بالأخطاء بشكل مقبول.
- صنع حاسوب كمومي وفق هيكلية فون نيومان.
- إمكانية تشبيك كمومية باستخدام ماستين اثنتين والذي هو مطلوب لتطوير المعالجات الضوئية.

### 2012
- تطوير حاسوب كمومي باستخدام 84 بت كمومي.
- أنشأ علماء الفيزياء ترانزستور من ذرة واحدة.
- تطوير طريقة للتلاعب بشحنة النيتروجين ذو مركز مشغور لألماسة.
- نشر خبر عن إنشاء محاكاة لـ 300 بت كمومي.
- تجربة طبوغرافية محمية لبت كمومي بثمانية فوتونات متشابكة، وهو دليل قوي في اتجاه إنتاج عملي للحوسبة الكمومية.
- تأسست 1QB أولى الشركات المتخصصة ببرمجة الحوسبة الكمومية.
- تحقيق قمع للتعارض لمدة 2 ثانية في درجة حرارة الغرفة عن طريق التلاعب بذرات الكربون-13 بواسطة الليزر.
- نظرية بيل القائمة على العشوائية التوسع مع انخفاض افتراض القياس الاستقلال.

### 2013
- تماسك لمجموعة مركبة من حوالي 3 مليارات بت كمومي، لمدة 39 دقيقة في درجة حرارة الغرفة، ولمدة 3 ساعات في درجة حرارة باردة. والرقم السابق كان 2 ثانية.[94]

### 2014
- الوثائق المسربة من قبل إدوارد سنودن تؤكد وجود مشروع «اختراق الأهداف الصعبة»، من قبل وكالة الأمن القومي الأمريكية، المشروع يسعى إلى تطوير حوسبة كمومية قادرة على التشفير.
- استطاع العلماء نقل البيانات بواسطة الانتقال الكمومي الآني لمسافة 10 أقدام (3.048 متر)، مع نسبة الخطأ صفر في المئة، وهي خطوة حيوية نحو إنشاء الإنترنت الكمومي.
- كسر الرقم القياسي لاحتساب مفاعل أكبر عدد باستعمال حاسوب كمومي وهو: 56153 بينما كان الرقم السابق هو 143.

### 2015
- تم العنونة البصرية لدوران النواة النووية في مادة صلبة باتساق مدةَ ست ساعات.
- تشفير معلومات كمومية بسيطة باستخدام النبضات الكهربائية.
- تطوير تعليمات برمجية للأخطاء الكمومية، باستخدام مربع شعري من أربعة بتات كمومية فائقة التوصيل.
- في 22 يونيو/حزيران 2015م تم الإعلان عن كسر حاجز الـ 1000 بت كمومي.
- تطوير بوابة منطقية من بت كمومي من السليكون.

### 2016
- استطاعت شركة جوجل محاكاة جزيء هيدروجيني باستخدام مجموعة من 9 بتات كمومية فائقة.

### 2017
- في 24 يناير/كانون الثاني 2017م، تم الإعلان عن توفير جهاز تعدين د-ويف 2000Q الكمومي للبيع في الأسواق التجارية، يعمل بـ 2000 بت كمومي.
- أتوس تبيع جهاز تعلم كمومي لمختبر أوك ريدج الوطني، بدعم من وزارة الطاقة الأمريكية.
- تعاون علماء دوليون على وضع مخطط عملي لحاسوب كمومي يعمل بمحاصرة أيونات بواسطة الميكروويف.
- كشفت شركة آي بي إم عن حاسوب كمومي يعمل بـ 17 بت كمومي، يقوم بحساب قياسات المقارنة بطريقة أفضل.
- بنى العلماء رقاقة تستطيع توليد بتين كموميين متشابكين مع بعضهما مع إمكانية توليد عشر حالات وبعدد إجمالي يصل إلى المئة بعد ذلك.
- كشفت مايكروسوفت عن لغة برمجة كمومية متكاملة مع برنامجها مايكروسوفت فيجوال ستوديو. يمكن تشغيل البرنامج محليا عن طريق محاكاة 32 بت كمومي أو محاكاة 40 بت كمومي على جهاز أزور.
- طورت إنتل رقاقة ذات 17 بت كمومي.
- كشفت آي بي إم عن حاسوب كمومي يعمل بـ 50 بت كمومي والذي يمكن أن يحافظ على حالة كمومية لمدة 90 ميكروثانية.

### 2018
- ذكر علماء معهد ماساتشوستس للتكنولوجيا عن اكتشاف شكل جديد للضوء، والتي قد تنطوي على بولاريتون، والتي قد تكون مفيدة في تطوير أجهزة الحوسبة الكمومية.
- أعلنت شركة جوجل عن إنتاج رقاقة بـ 72 بت كمومي تسمى «بريستلكون»، والذي يعد رقما قياسيا جديدا.